# Sociedad Menéndez Pelayo
La Sociedad Menéndez Pelayo, en la actualidad Real Sociedad Menéndez Pelayo, es una sociedad cultural para promover la obra de Marcelino Menéndez Pelayo y estudios históricos, filosóficos y de crítica literaria en relación con la obra de don Marcelino.

## Historia
Fue constituida en Santander el 16 de octubre de 1918 a instancia de intelectuales santanderinos y españoles y promovida por Miguel Artigas, director de la Biblioteca de Menéndez Pelayo y posterior director de la Biblioteca Nacional. La sociedad nació presidida por el historiador vasco, amigo y albacea de Marcelino Menéndez Pelayo, Carmelo de Echegaray. Enrique Menéndez Pelayo fue nombrado presidente de honor y Eduardo de Huidobro vicepresidente. Las finalidades y objetivos de la sociedad fueron descritos de forma clara en el discurso del presidente en el acto fundacional:

«...promover, fomentar y auxiliar los trabajos literarios referentes al estudio bio-bibliográfico y crítico de don Marcelino Menéndez Pelayo y de sus obras y del estudio de la Historia y Literatura Española, para lo que organizará conferencias, cursillos, concursos...; editar revistas, boletines, libros, folletos y toda clase de publicaciones en consonancia con el objeto de la sociedad».

En 1919 se inició la publicación del Boletín de la Biblioteca Menéndez y Pelayo, publicación de historia y crítica literaria que llega hasta el presente.
En 1923, por iniciativa de Miguel Artigas se crearon los cursos de verano de la Sociedad Menéndez Pelayo, que desde 1928 contaron con un colegio mayor universitario en Santander, embrión de la futura Universidad Internacional, cursos que en la posguerra, se reanudaron a iniciativa de Artigas y que desde 1947 dieron lugar a la creación de la Universidad Internacional Menéndez Pelayo, UIMP.
Cuenta con más de dos centenares de socios y ha tenido los siguientes presidentes:
- 1918-1925 Carmelo de Echegaray
- 1926-1929 Alfonso Ortiz de la Torre Huidobro
- 1930-1960 Luis de Escalante de la Colina
- 1961-1980 Fernando Barreda Ferrer de la Vega
- 1981-1999 Carlos González Echegaray
- 1999-2007 Benito Madariaga de la Campa
- 2007-2015 Ramón Emilio Mandado Gutiérrez
- 2015- Francisco de Borja Rodríguez Gutiérrez